# جون كليج
جون كليج (بالإنجليزية: Jon Clegg)‏ هو كوميدي ارتجالي بريطاني، ولد في 7 أبريل 1970 في بيرنلي في المملكة المتحدة.

## وصلات خارجية
- الموقع الرسمي
- جون كليج على موقع IMDb (الإنجليزية)